# Michael Spicer, Baron Spicer
William Michael Hardy Spicer, Baron Spicer Kt (* 22. Januar 1943 in Bath; † 29. Mai 2019) war ein britischer Journalist, Autor von Spionageromanen und Politiker der Conservative Party, der 36 Jahre lang Abgeordneter des House of Commons und seit 2010 als Life Peer Mitglied des House of Lords war.

## Leben

### Journalist und Unterhausabgeordneter
Spicer, Sohn des späteren Brigadegenerals L. Hardy Spicer, besuchte die Gaunts House Preparatory School sowie das Wellington College in Berkshire und absolvierte anschließend ein Studium der Wirtschaftswissenschaften am Emmanuel College der University of Cambridge. Nach Abschluss des Studiums war er als Journalist tätig und Finanzjournalist bei den Zeitungen Daily Mail, The Sunday Times sowie zuletzt Assistent des Herausgebers von The Statist.
Bereits bei den Unterhauswahlen am 31. März 1966 kandidierte er als 23-Jähriger für die Conservative Party im Wahlkreis Eastington, erlitt aber eine Niederlage und verpasste den Einzug in das House of Commons. Nachdem er zwischen 1968 und 1970 Direktor des Forschungszentrums für konservative Systeme war, bewarb er sich bei den Wahlen vom 18. Juni 1970 abermals für die konservativen Tories ohne Erfolg im Wahlkreis Eastington für ein Mandat im Unterhaus. Danach war er von 1970 bis 1980 Geschäftsführender Direktor von Economic Models Ltd.
Bei den Unterhauswahlen vom 28. Februar 1974 wurde Spicer schließlich erstmals als Abgeordneter in das House of Commons gewählt und vertrat zunächst den Wahlkreis Worcestershire South sowie im Anschluss seit den Wahlen vom 1. Mai 1997 den Wahlkreis Worcestershire West. Bei den Unterhauswahlen am 6. Mai 2010 verzichtete er nach über 36-jähriger Parlamentszugehörigkeit auf eine erneute Kandidatur.

### Juniorminister und Hinterbänkler
Nach dem Wahlsieg der Tories bei den Unterhauswahlen am 3. Mai 1979 übernahm Spicer sein erstes Regierungsamt in der Regierung von Premierministerin Margaret Thatcher und war bis 1981 Parlamentarischer Privatsekretär bei der Ministerin für Handel und Konsumentenangelegenheiten, Sally Oppenheim. Im Anschluss war er erst Vize-Vorsitzender und danach zwischen 1983 und 1984 Stellvertretender Vorsitzender der Conservative Party.
1984 kehrte er in die Regierung zurück und war bis 1987 Parlamentarischer Unterstaatssekretär im Verkehrsministerium sowie als solcher zugleich von 1985 bis 1987 Luftfahrtminister. Nach einer Regierungsumbildung war er zwischen 1987 und 1990 Parlamentarischer Unterstaatssekretär im Energieministerium sowie anschließend für kurze Zeit 1990 Staatsminister für Wohnungsbau und Planung.
Nach dem Amtsantritt von John Major als Thatchers Nachfolger als Premierminister wurde er nicht mehr in die Regierung berufen, sondern übernahm mehrere Funktionen im Unterhaus sowie in anderen Institutionen. So war er seit 1991 Präsident der Vereinigung der Elektrizitätsproduzenten und zwischen 1992 und 1995 Gouverneur des Wellington College.

### Vorsitzender des 1922 Committee und Oberhausmitglied
Ferner fungierte er 1992 für einige Zeit Vorsitzender des Parlamentarischen Büros für Wissenschaft und Technologie und später zwischen 1996 und 1999 Vorsitzender des Parlamentarischen und Wissenschaftlichen Ausschusses. Spicer, der 1996 als Knight Bachelor in den Adelsstand erhoben wurde und fortan den Namenszusatz „Sir“ führte, war von 1997 bis 2001 Mitglied des Unterhausausschusses für Finanzen sowie zugleich in den Jahren 1998 bis 2001 Vorsitzender eines Unterausschusses dieses Ausschusses.
Nachdem er bereits von 1997 bis 1998 Mitglied des Exekutivkomitees war, war er zwischen 2001 und 2010 Vorsitzender des sogenannten 1922 Committee der Conservative Party, eine parteiinterne Organisation der Hinterbänkler der konservativen Tories. Daneben gehörte er von 2001 bis 2010 dem Vorstand der Conservative Party an und war zugleich zwischen 2007 und 2010 Vorsitzender des Finanz- und Rechnungsprüfungskomitees seiner Partei.
Nach seinem Ausscheiden aus dem House of Commons wurde Spicer durch ein Letters Patent vom 8. Juli 2010 mit dem Titel Baron Spicer, of Cropthorne in the County of Worcestershire, zum Life Peer erhoben und dadurch Mitglied des House of Lords. Seit 2012 war Lord Spicer Vorsitzender des Ehrenausschusses für parlamentarische und politische Dienste.

## Veröffentlichungen
Neben einigen Fachbüchern verfasste Spicer zwischen 1989 und 1993 auch vier Bücher über die fiktive weibliche Agentin Jane Hildreth, die sogenannten Cotswold Mysteries.
- Final Act (1983)
- Prime Minister, Spy (1986)
- Cotswold Manners (1989)
- Cotswold Murders (1991)
- Cotswold Mistress (1992)
- A Treaty Too Far – A New Policy for Europe (1992)
- Cotswolds Moles (1993)
- The Challenge of the East and the rebirth of the West (1996)
- The Spicer Diaries, Autobiografie (2012)